# Zdeňka Lietavská
Zdeňka Lietavská (* 19. května 1946) byla česká a československá politička a bezpartijní poslankyně Sněmovny národů Federálního shromáždění za normalizace.

## Biografie
Ve volbách roku 1981 (obvod Karviná, Severomoravský kraj) zasedla do české části Sněmovny národů. Mandát obhájila ve volbách roku 1986 (obvod Karviná). Ve Federálním shromáždění setrvala do roku 1990.